# Бял листонос прилеп
Белият листонос прилеп (Ectophylla alba) е вид бозайник от семейство Phyllostomatidae. Видът е почти застрашен от изчезване.

## Разпространение и местообитание
Разпространен е в Коста Рика, Никарагуа, Панама и Хондурас.